# Bruno Gutzeit
Bruno Gutzeit (Orleans, Francia, 2 de marzo de 1966) es un nadador retirado especializado en pruebas de estilo mariposa. Fue medalla de plata en la prueba de 100 metros mariposa durante el Campeonato Europeo de Natación de 1989.
Representó a Francia durante los Juegos Olímpicos de Barcelona 1992 y Seúl 1988.

## Palmarés internacional
| Campeonato Europeo de Natación | Campeonato Europeo de Natación | Campeonato Europeo de Natación | Campeonato Europeo de Natación |
| Año                            | Lugar                          | Medalla                        | Prueba                         |
| ------------------------------ | ------------------------------ | ------------------------------ | ------------------------------ |
| 1989                           | Bonn (RFA)                     | Medalla de plata               | 100 m mariposa                 |
| 1989                           | Bonn (RFA)                     | Medalla de plata               | 4x100 m libres                 |
| 1989                           | Bonn (RFA)                     | Medalla de plata               | 4x100 m estilos                |
| 1989                           | Bonn (RFA)                     | Medalla de plata               | 4x100 m libres                 |
| 1991                           | Atenas (Grecia)                | Medalla de plata               | 4x100 m estilos                |